# 진도우체국
진도우체국(珍島郵遞局)은 과학기술정보통신부 우정사업본부 전남지방우정청 소속의 우편물 취급기관이다. 전라남도 진도군 진도읍 남문길54-6(쌍정리 18번지)에 있다.

## 연혁
- 1898년 6월 1일: 진도임시우체사 설치
- 1905년 6월 9일: 진도임시우편소 설치
- 1950년 1월 12일: 진도우체국으로 개칭
- 1966년 9월 25일: 청사이전(진도읍 교동리 466-1)
- 1971년 12월 5일: 사무관국으로 승격
- 1988년 8월 2일: 청사이전(진도읍 쌍정리 18)
- 2002년 2월 18일: 집배통합청사이전(진도읍 남동리 486-10)
- 2005년 7월 6일: 군내우체국을 별정우체국으로 지정[1]
- 2013년 4월 29일: 신축이전(진도읍 남동1길 63)

## 관할 우체국
| 우체국명       | 사진 | 주소                                  | 비고       |
| -------------- | ---- | ------------------------------------- | ---------- |
| 고군우체국     |      | 전라남도 진도군 고군면 오일시1길 33   |            |
| 군내우체국     |      | 전라남도 진도군 군내면 진도대로 7973  | 별정우체국 |
| 의신우체국     |      | 전라남도 진도군 의신면 돈지1길 37-1   |            |
| 조도우체국     |      | 전라남도 진도군 조도면 창유2길 6      |            |
| 지산우체국     |      | 전라남도 진도군 지산면 인지인천1길 32 |            |
| 진도임회우체국 |      | 전라남도 진도군 임회면 십일시길 47-3  |            |